# Orde van Maritieme Verdienste
De Orde van Maritieme Verdienste (Russisch: Орден "За морские заслуги" of Orden "Za morskije zasloegi") is een op 27 februari 2002 door president Jeltsin ingestelde Russische ridderorde.
Men verleent de orde voor verdienste op zee en voor bijdragen aan maritiem onderzoek.
Men draagt het zilveren kruis met acht lichtblauwe armen, ieder in de vorm van een arm van het Kruis van Malta, aan een blauw lint met een witte streep aan de rechterzijde. In het midden is een wit medaillon bevestigd met daarop een gouden Russisch wapen binnen een lauwerkrans. Op de keerzijde staat een nummer. De twee gekruiste onttakelde ankers achter het medaillon duiden het doel van de onderscheiding aan.
Op een uniform mag men een baton in de kleuren van het lint dragen.